# André Castaigne
Jean Alexandre Michel André Castaigne (Angoulême, 7 gennaio 1861 – Angoulême, 1929) è stato un artista e incisore francese, allievo di Jean-Léon Gérôme e Alexandre Cabanel.
Divenne poi un importante illustratore negli Stati Uniti. Viene spesso ricordato come l'illustratore originale della prima edizione de Il Fantasma dell'Opera.
Castaigne realizzò inoltre più di 36 tavole su Alessandro Magno per una serie del 1898–99. Come illustratore catturò immagini della prima Olimpiade moderna; disegnò le immagini delle Olimpiadi del 1896 per lo Scribner's Magazine.

## Biografia
André Castaigne nacque il 7 gennaio 1861 ad Angoulême (Francia) da Jean Eusèbe Joseph Castaigne (1828–1902), anch'egli pittore, e Mathilde Debouchaud. Suo fratello Joseph Jean Destrains Castaigne (1859–1923) fu un poeta. Nel 1878, iniziò i suoi studi presso quella che allora era nota come Académie Suisse. Dopo alcuni mesi si trasferì alla Académie des beaux-arts dove i suoi due mentori insegnavano. Frequentò lo studio di Cabanel per un anno prima di trasferirsi presso lo studio di Gérôme dove vinse il primo premio della Competizione Generale per tre volte per i suoi dipinti di nudi, composizione, ed eccellenza generale. I suoi lavori vennero selezionati per il Premio di Roma in tre occasioni e, benché non vincesse mai, fu un successo dato che soltanto dieci dipinti venivano selezionato per la competizione.

### Inizi di carriera
Organizzò la sua prima mostra a Parigi nel 1884, da dove il suo dipinto  Dante e Beatrice andò in tournée a New Orleans dove ricevette enorme attenzione. Nel 1887 esibì un enorme dipinto, 5x4 m, Il Diluvio,  che fu sistemato nella galleria municipale della sua città natale di Angoulême. Nel 1888, dipinse un ritratto del Visconte di Dampierre in uniforme da caccia e nel 1889 dipinse un quadro intitolato Dopo la Battaglia, che fu successivamente acquisito dalla Galleria Peabody a Baltimora.

### Carriera americana

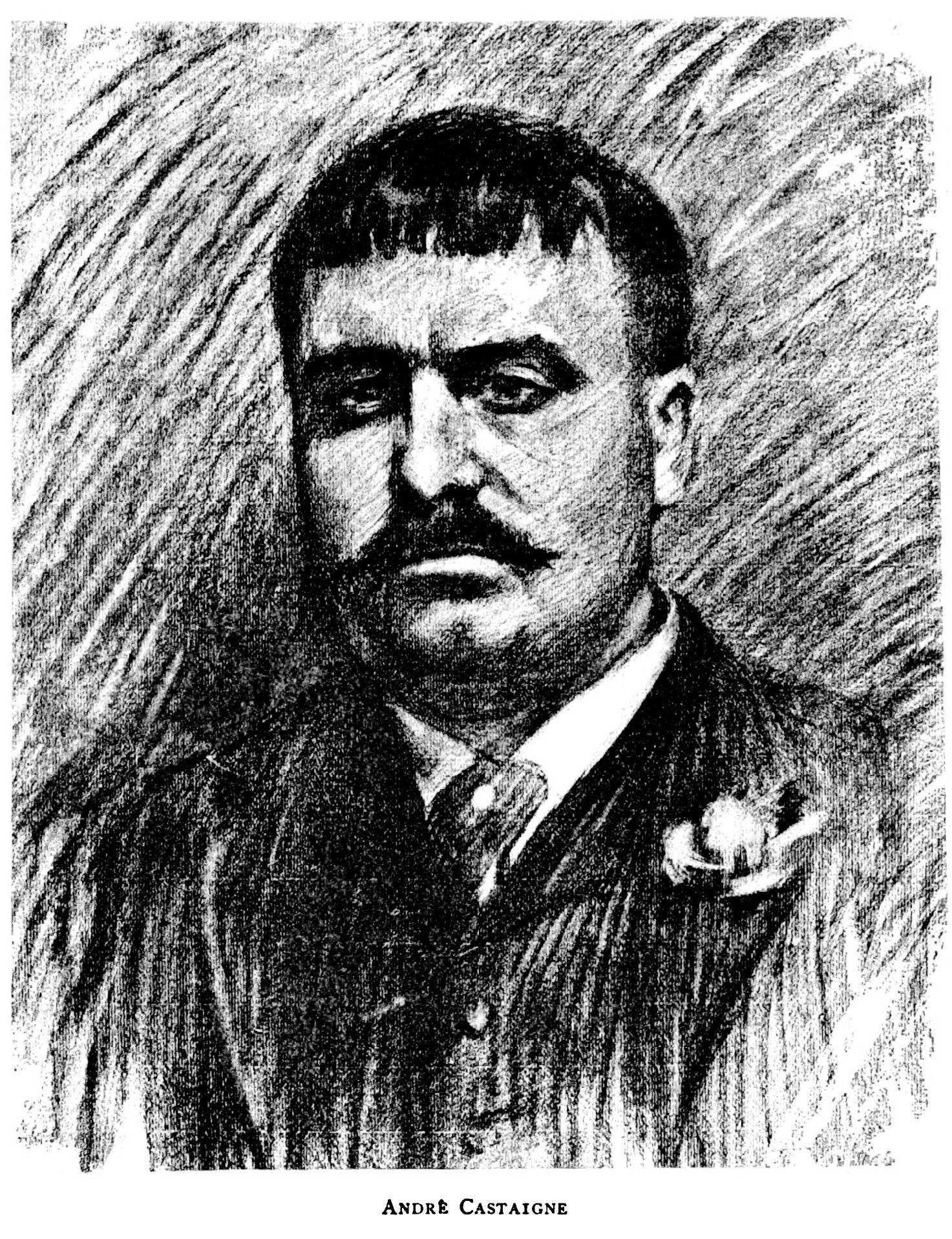
Ritratto di Castaigne del 1893 ad opera di un anonimo membro del Charcoal Club di Baltimora

Castaigne trascorse sei mesi in Inghilterra, poi si recò negli Stati Uniti nel 1890 ove rimase fino al 1895. Divenne direttore di una scuola d'arte a Baltimora chiamata Charcoal Club e sotto la sua direzione la scuola, fino a quel momento in declino, rifiorì divenendo una delle migliori scuole d'arte della regione. Dipinse diversi ritratti nel suo primo anno in America.  Nel 1891 iniziò le illustrazioni per le quali è meglio noto al pubblico americano. Il primo di questi lavori fu The Forty-Niners' Ball pubblicato sul Century Magazine nel numero di maggio 1891, seguito da The Bowery nel dicembre del medesimo anno. Queste illustrazioni del West gli fruttarono l'immediata notorietà come maestro della vera forma d'arte americana. Successivamente illustrò per diverse riviste importanti. I suoi disegni comprendevano illustrazioni di cowboys texani pubblicate sullo Scribner's Magazine—On the Great Cattle Trail (1892), parte di una serie intitolata Cattle Trails of the Prairies nonché i disegni e le illustrazioni della Fiera Mondiale per 'Polly' pubblicate sul Century Magazine. Nel 1893, realizzò otto illustrazioni per un articolo di A.C. Fletcher sulla tribù Omaha pubblicato su The Century.  Illustrò la Vita di Alessandro Magno di B.I. Wheeler (1900), per la quale realizzò più di 36 dipinti e disegni dal novembre 1898 all'ottobre 1899. Il suo lavoro per il Century Magazine gli richiedeva di viaggiare molto, e così visitò la Corsica (1894), l'Italia (1895, 1896), la Grecia (1897) e la Renania (1898) per illustrare le relazioni di viaggio di Augustine Birrell. Per il Century realizzò più di 160 illustrazioni. Lavorò anche per lo Harper's Magazine dal 1901 al 1913. Fu il pittore ufficiale delle Olimpiadi del 1896.

### Ritorno in Francia

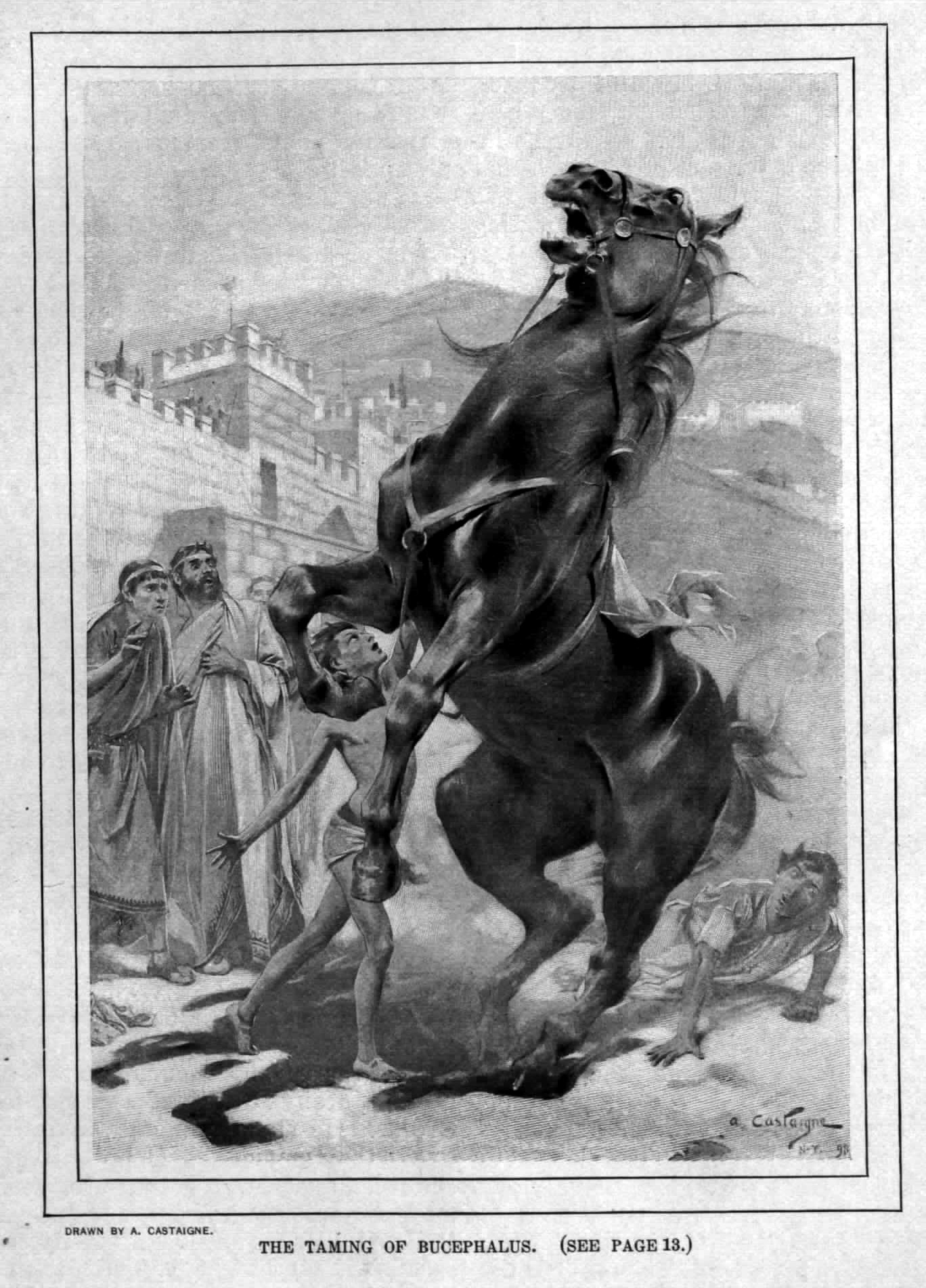
The taming of Bucephalus, una delle illustrazioni di Castaigne riguardanti Alessandro Magno (1898–99)

Nel 1895, al suo rientro in Francia, divenne docente presso l'Académie Colarossi e aprì uno studio a Parigi. Rimase corrispondente dall'Europa per The Century e di tanto in tanto fece ritorno negli Stati Uniti per collaborare alla realizzazione delle illustrazioni della rivista, tra cui Mammouth Cave (1898) e Niagara Falls (1899) Visitò il Canada e realizzò Canadian Rapids from the Island.
Poco a poco la fotoincisione sostituì l'intaglio e la litografia e Castaigne smise di fare illustrazioni di paesaggi attorno al 1910.
In Francia pubblicò Fata Morgana (1904), un romanzo incentrato sulla vita artistica parigina e da lui stesso illustrato. Mentre si divideva tra i soggiorni invernali a Parigi e i soggiorni estivi a Angoulême, curò le illustrazioni per alcuni romanzi di William Milligan Sloane (The Life of Napoleone Bonaparte), Richard Whiteing (Paris of To-Day) e Bertha Runkle (The Helmet of Navarre). Assunse anche la carica di disegnatore principale presso il Presidente francese Félix Faure, che lo insignì della Legion d'Onore.
Ancora scapolo, in seguito al rifiuto di rimanere a letto, muore nel 1929 per via delle complicanze di un'ernia presso la Clinica St. Marthe di Angoulême.